# 1-Phenylethanol
1-Phenylethanol ist eine chemische Verbindung aus der Gruppe der Alkohole und strukturisomer zu 2-Phenylethanol.

## Isomere
1-Phenylethanol ist eine chirale Verbindung und kommt in den beiden enantiomeren Formen (R)-(+)-1-Phenylethanol und (S)-(−)-1-Phenylethanol vor.
| Isomere von 1-Phenylethanol |                         |                         |
| Name                        | (R)-(+)-1-Phenylethanol | (S)-(−)-1-Phenylethanol |
| Strukturformel              |                         |                         |
| CAS-Nummer                  | 1517-69-7               | 1445-91-6               |
| CAS-Nummer                  | 98-85-1 (unspez.)       |                         |
| EG-Nummer                   | 604-814-2               | 604-424-2               |
| EG-Nummer                   | 202-707-1 (unspez.)     |                         |
| ECHA-Infocard               | 100.126.731             | 100.128.220             |
| ECHA-Infocard               | 100.002.461 (unspez.)   |                         |
| PubChem                     | 637516                  | 443135                  |
| PubChem                     | 7409 (unspez.)          |                         |
| Wikidata                    | Q27095522               | Q26841260               |
| Wikidata                    | Q3740715 (unspez.)      |                         |

## Vorkommen
1-Phenylethanol kommt natürlich als Bestandteil des Aromas von Heidelbeeren, Tee, Schnittlauch, Pfefferminze, Kakao, Haselnüssen, Pilzen sowie in Wiesenklee (Trifolium pratense) vor. In verarbeiteten Lebensmitteln findet es sich u. a. in Käse, und durch das Vorkommen in  Weintrauben, auch in Weißwein, Cognac und Rum.

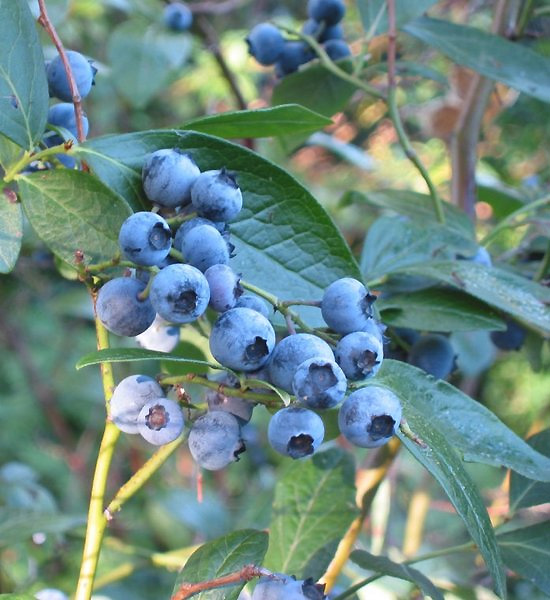
Heidelbeeren
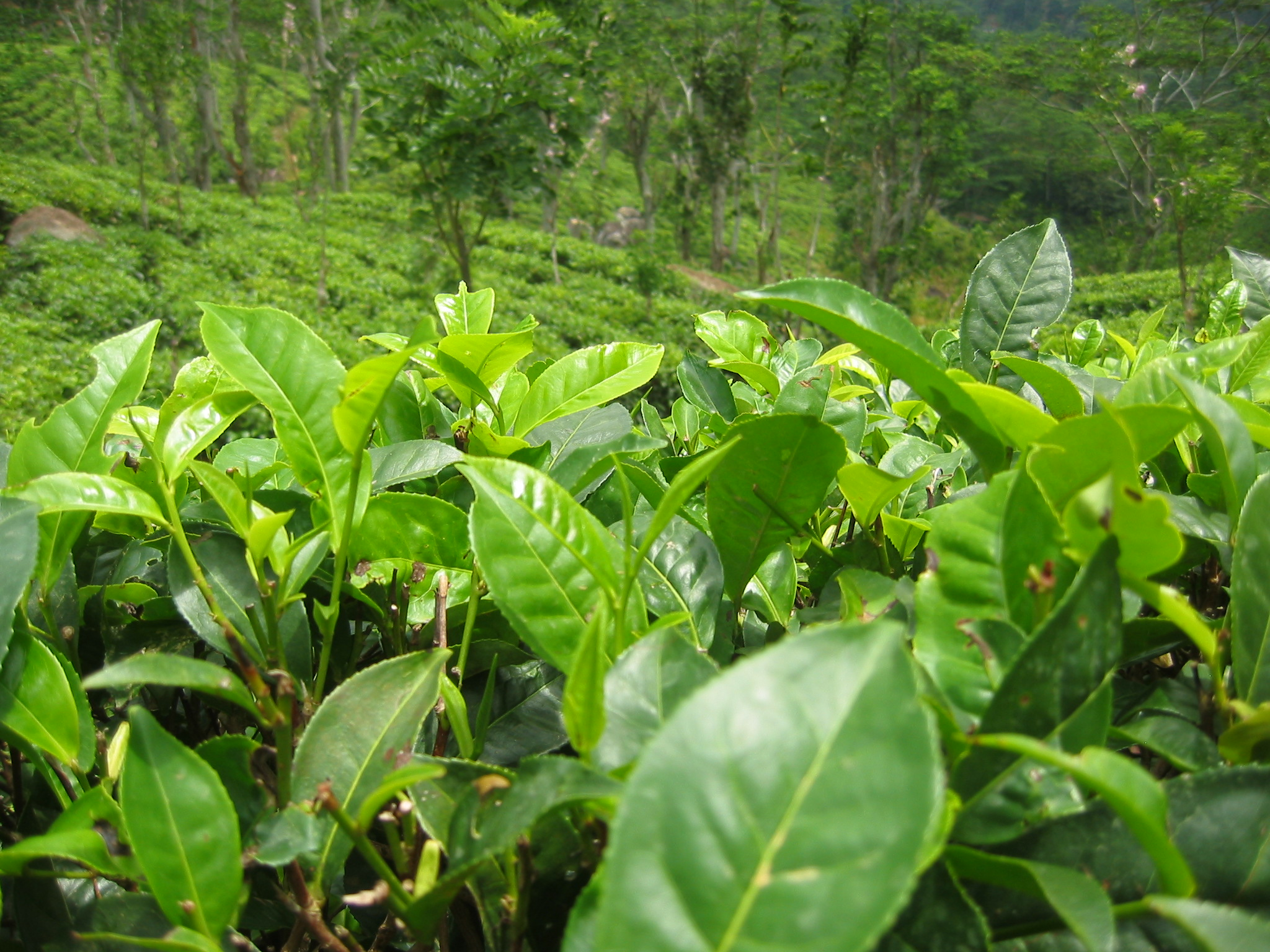
Teepflanze
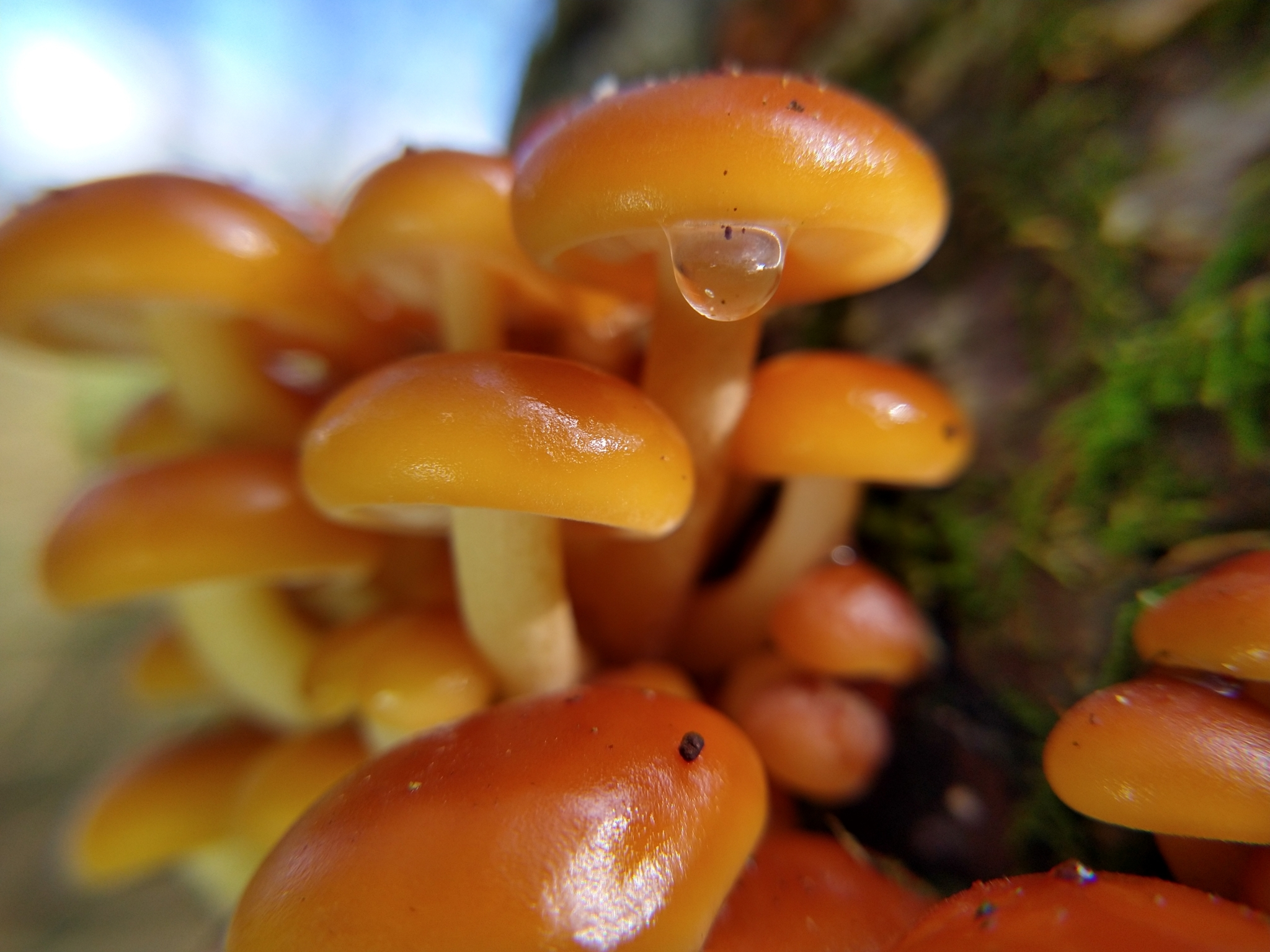
Pilze
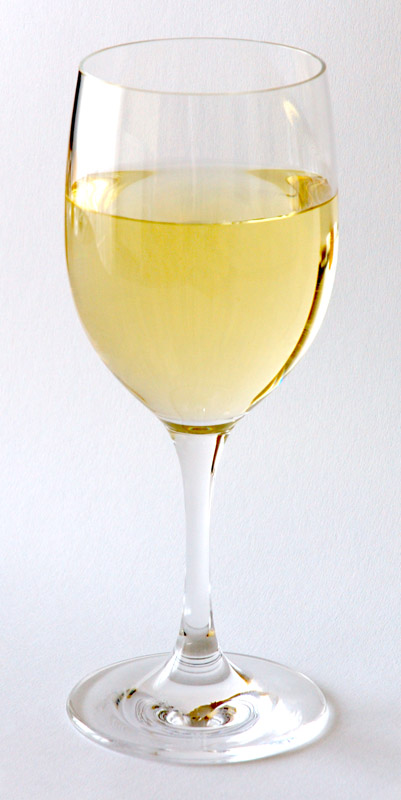
Weißwein

## Gewinnung und Darstellung
Racemisches 1-Phenylethanol kann durch Reduktion von Acetophenon (z. B. mit Lithiumaluminiumhydrid), durch Reaktion von Methylmagnesiumchlorid mit Benzaldehyd oder durch Oxidation von Ethylbenzol gewonnen werden. Es entsteht auch bei der Hydrolyse von (S)-1-Bromethylbenzol, wobei ebenfalls das Racemat aus (S)- und (R)-1-Phenylethanol erhalten wird.
Es gibt auch gezielte Synthesen für (S)- oder (R)-1-Phenylethanol, die mit hoher Enantioselektivität verlaufen. Die enantioselektive Reduktion von Acetophenon ist dabei die Methoden der Wahl. Jeweils kommen dabei enantioselektive Katalysatoren zum Einsatz.

## Eigenschaften
1-Phenylethanol ist eine wenig flüchtige, schwer entzündbare, farblose Flüssigkeit mit schwach blumigem Geruch, die wenig löslich in Wasser ist. Mit einer sauren Lösung von Natriumdichromat reagiert es zu Benzoesäure.

## Verwendung
1-Phenylethanol und zu einem größeren Anteil dessen Ester werden als Aromastoff in Parfüm eingesetzt. Daneben wird 1-Phenylethanol als Hochsieder in Beschichtungsstoffen verwendet und zur Produktion von Styrol eingesetzt.

## Sicherheitshinweise/Toxikologie
1-Phenylethanol wurde 2017 von der EU gemäß der Verordnung (EG) Nr. 1907/2006 (REACH) im Rahmen der Stoffbewertung in den fortlaufenden Aktionsplan der Gemeinschaft (CoRAP) aufgenommen. Hierbei werden die Auswirkungen des Stoffs auf die menschliche Gesundheit bzw. die Umwelt neu bewertet und ggf. Folgemaßnahmen eingeleitet. Ursächlich für die Aufnahme von 1-Phenylethanol waren die Besorgnisse bezüglich Verbraucherverwendung, Exposition von Arbeitnehmern und weit verbreiteter Verwendung sowie der möglichen Gefahren durch krebsauslösende und mutagene Eigenschaften. Die Neubewertung fand ab 2019 statt und wurde von Italien durchgeführt.